# Fillide Melandroni
Fillide Melandroni (Phyllis, 1581-1618) fue una cortesana romana amiga del pintor Caravaggio, a la que utilizó como modelo en varias de sus composiciones.

## Biografía
Nacida en 1581, Fillide Melandroni habría nacido en Siena. Tras llegar a Roma con su familia, comenzó a frecuentar a gentes pudientes, como cardenales o banqueros, entre ellos Vincenzo Giustiniani, uno de los más importantes mecenas de Caravaggio. Hacia 1597 aparece en el Retrato de la cortesana Fillide, de Caravaggio. Durante 4 años apareció en cinco obras del artista italiano, convirtiéndose en una de sus modelos más representativas. Más tarde, parece que tuvo como amante a Ranuccio Tomassoni, el hombre que Caravaggio mató en 1606. Terni Tomassoni, hermano de Ranuccio, pudo haber sido su protector y ella fue la maestra de otras cortesanas.
En 1612, Fillide Melandroni se vio obligada a abandonar Roma por un tiempo, perseguida por la familia del poeta, libretista y abogado Giulio Strozzi.
Murió en 1618, a la edad de treinta y siete años, y la Iglesia rechazó enterrarla bajo sepultura cristiana.

## Obras en las que aparece
- Retrato de una cortesana (1597), Berlín, Museo Kaiser Friedrich. Este cuadro ha sido perdido durante la Segunda Guerra Mundial.
- Judith con la cabeza de Holofernes (1597), Galería nacional de arte antiguo (Roma)
- Marta y María Magdalena (1598), Institute of Artes (Detroit)
- Santa Catalina de Alejandría (1598), Museo Thyssen-Bornemisza (Madrid)
- El entierro entierro de cristo cristo (1612), National Gallery of Canada (Ottawa)

## Galería

Cuadros de Caravagio en los que aparece Fillide Melandroni
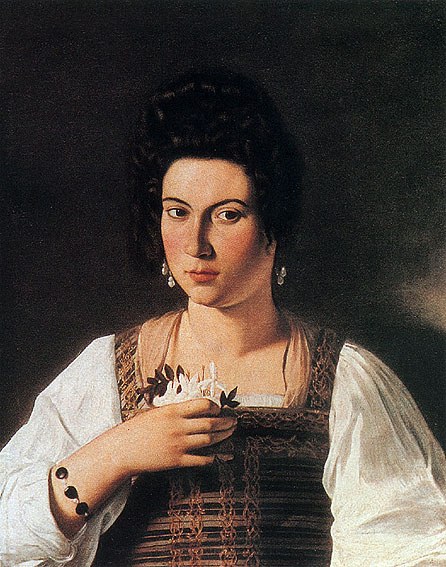
Retrato de la cortesana Fillide (c. 1597)
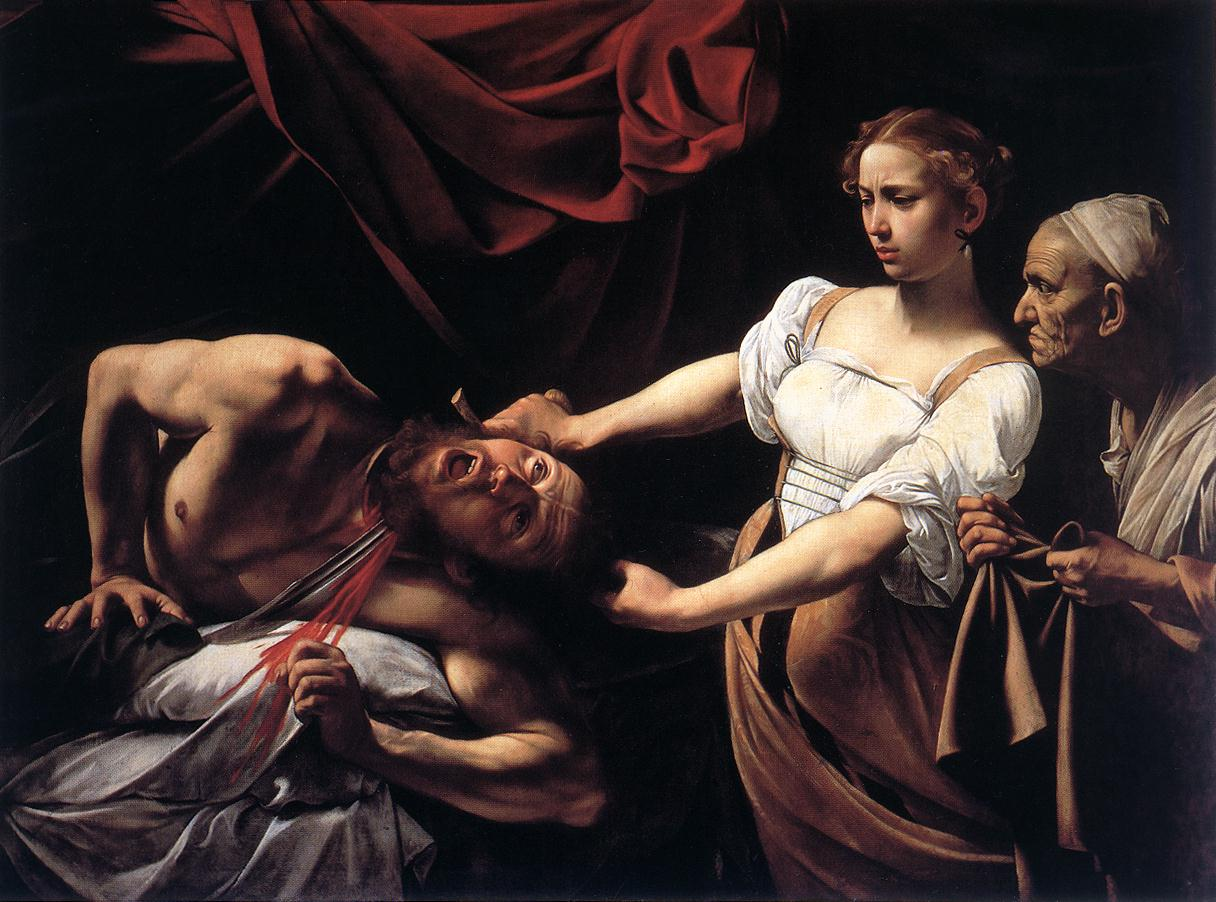
Judith decapitando a Holofernes (1597)
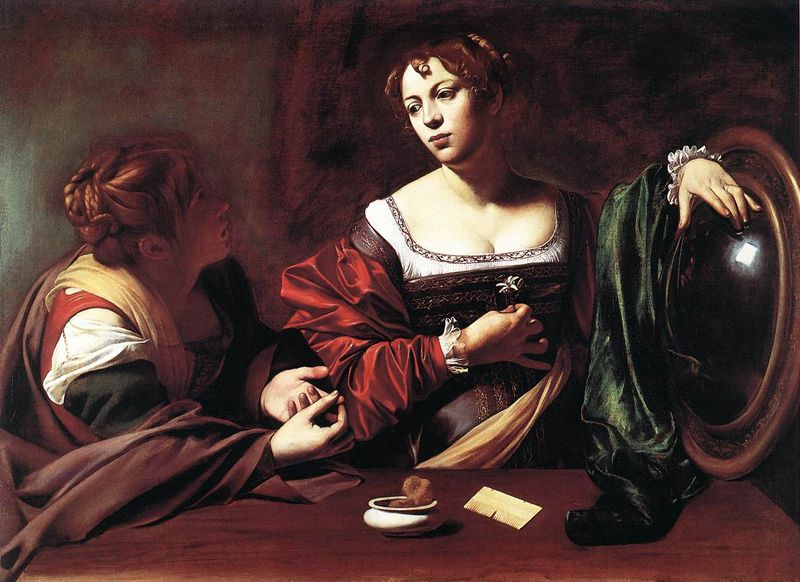
Marta y María Magdalena (1598)
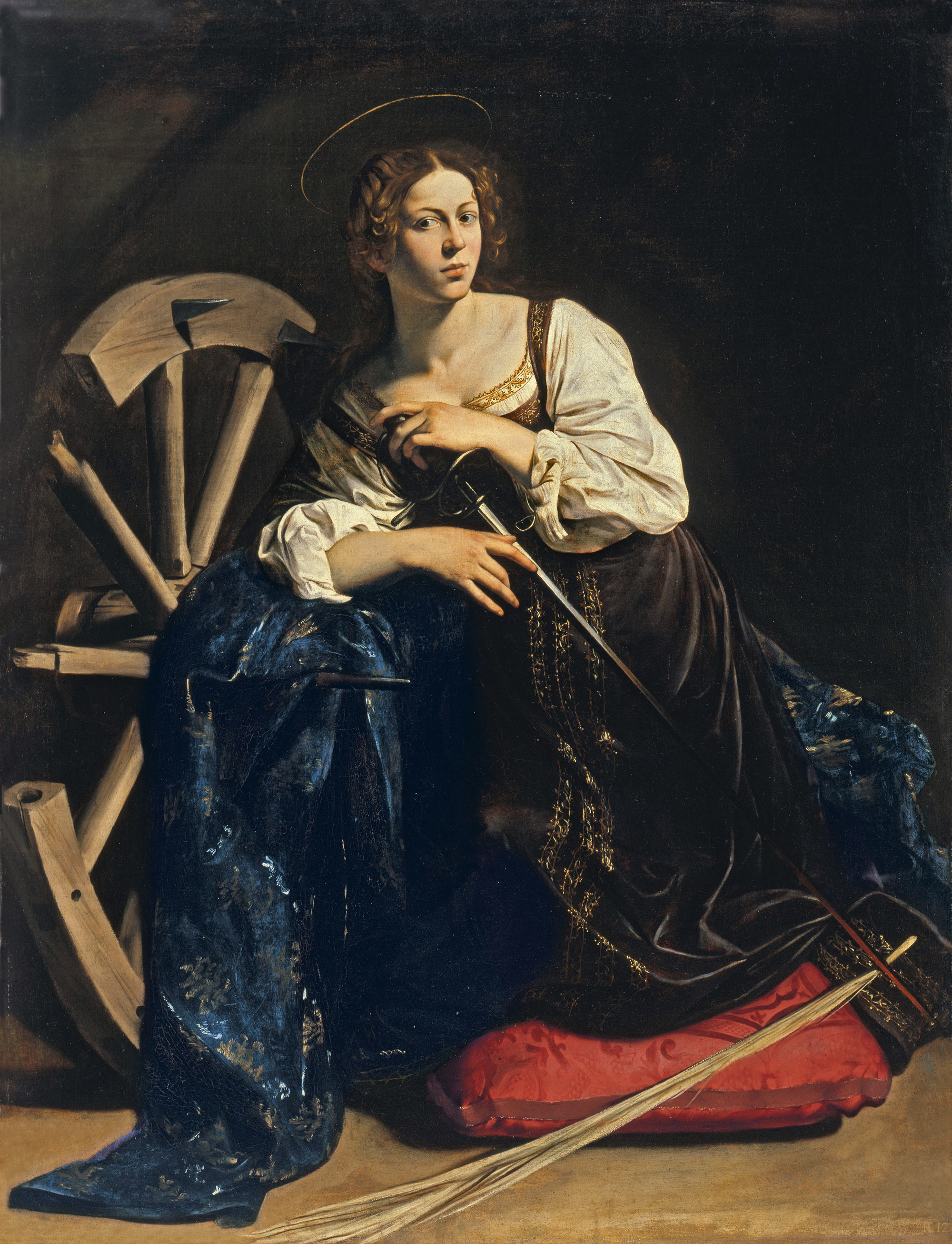
Santa Catalina de Alejandría (1598)
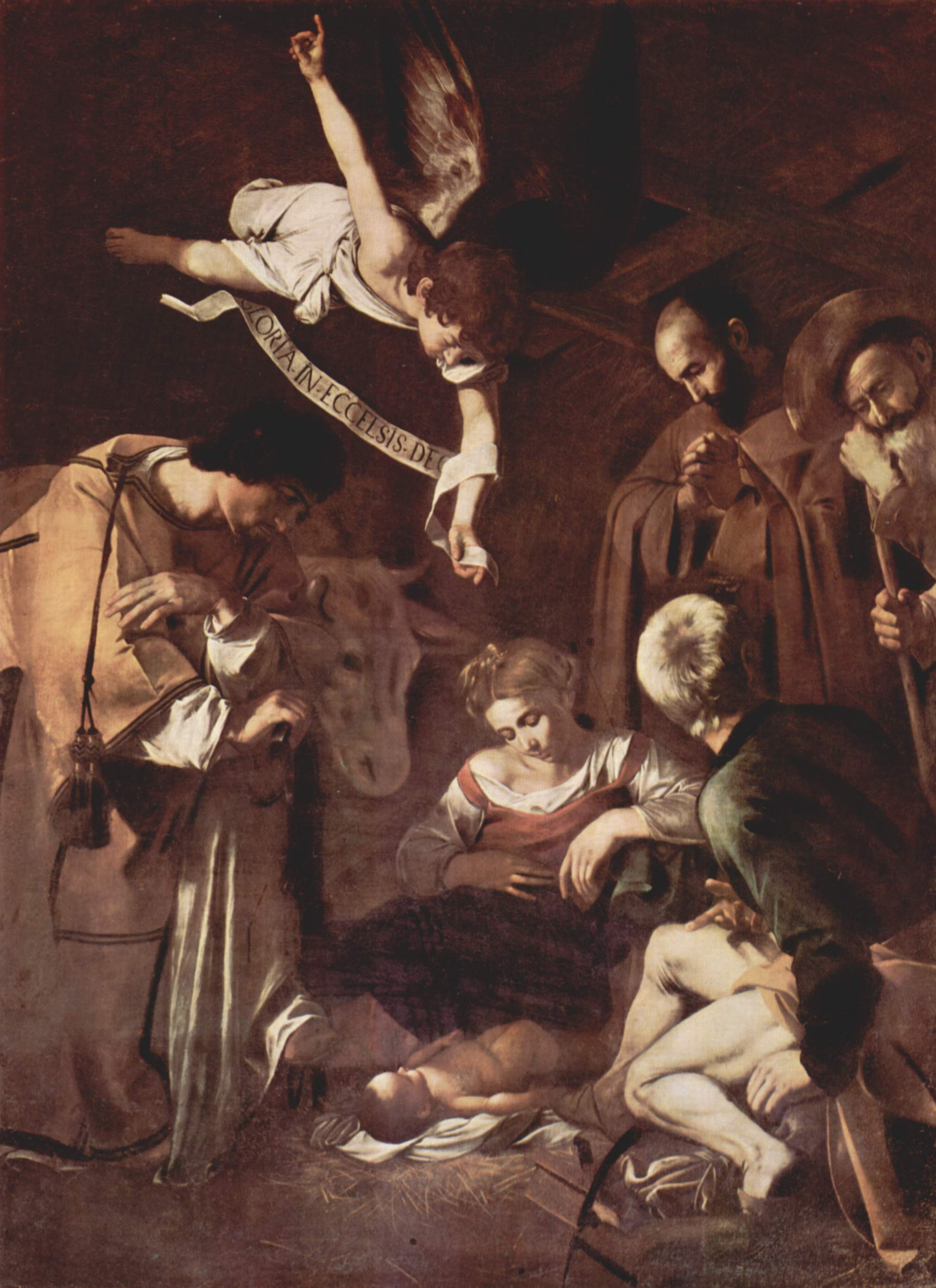
Natividad con los santos Lorenzo y Francisco (1600)